# Dobro
Dobro — американська марка резонаторних гітар, яка зараз належить компанії Gibson і виробляється її дочірньою компанією Epiphone. 
Спочатку «Добро» була компанією з виробництва гітар, заснованою братами Доп'єрами у 1920-х роках під назвою «Виробнича компанія Добро». Назва є грою слів, утвореним від першого складу призвіща братів (Do…) і скороченого брати (bro…). У 1973 році «Добро» було зареєстровано в США як Товарний знак,. Пізніше в англомовних країнах "добром" стали називати будь-які гітари з дерев'яним корпусом та вбудованим металевим резонатором.
Резонатор Дж. Допера працює за принципом дифузора гучномовця. Коливання струн передаються на алюмінієвий конус-дифузор, який знаходиться всередині корпусу гітари. Зверху конус прикритий кришкою з отворами, що за своїми контурами нагадує вентиляторну решітку.